# Czerwionka-Leszczyny
Czerwionka-Leszczyny [t͡ʂɛrˈvʲɔŋka lɛʂˈt͡ʂɨnɨ] (en silésien : Čyrwjůnka-Leščyny ; en allemand : Tscherwionka-Leschczin) est un village de la voïvodie de Silésie et du powiat de Rybnik. Elle s'étend sur 38,52 km2 et comptait 28.301 habitants en 2008.

## Histoire
De 1818 à 1922, Czerwionka fait partie de l'arrondissement de Rybnik dans le district d'Oppeln au sein la province de Silésie

## Politique et administration

### Jumelages
- Cacica (Roumanie) depuis 2014[1].
- Dubno (Ukraine) depuis 2019[2].
- Jēkabpils (Lettonie) depuis 2004[3].
- Sokołów Podlaski (Pologne) depuis 2014[4].